# Palacio del Conde (Birsay)
El palacio del Conde (en inglés: Earl's Palace) en Birsay, en la isla de Mainland, Orcadas, Escocia, es un castillo en ruinas del siglo XVI. Fue construido por Robert Stewart, primer conde de Orkney (1533-1593), hijo ilegítimo del rey Jacobo V y de su amante Euphemia Elphinstone. El palacio está bajo la administración de la Escocia histórica como un monumento antiguo planificadco.

## Historia
El castillo fue construido en dos fases. La primera fase, iniciada en la década de 1570, consistió en el gran salón situado en parte sur, encima de la puerta principal. Junto a este estaba la cámara privada de Lord Orkney en la torre de la esquina sureste. Una inscripción en la entrada, fechada en 1574, señala esta fase. 

La segunda fase, completada en la década de 1580, vio una nueva ampliación que contenía un gran salón y una cámara construidos en el lado norte del patio. La segunda fase probablemente siguió a la adquisición por parte de Robert del condado de Orkney en 1581. Tras la muerte de Robert Stewart, el palacio sólo fue utilizado ocasionalmente por los posteriores condes de Orkney, y no fue ocupado después de mediados del siglo XVII. Para  el 1701 el palacio había comenzado a deteriorarse gravemente.

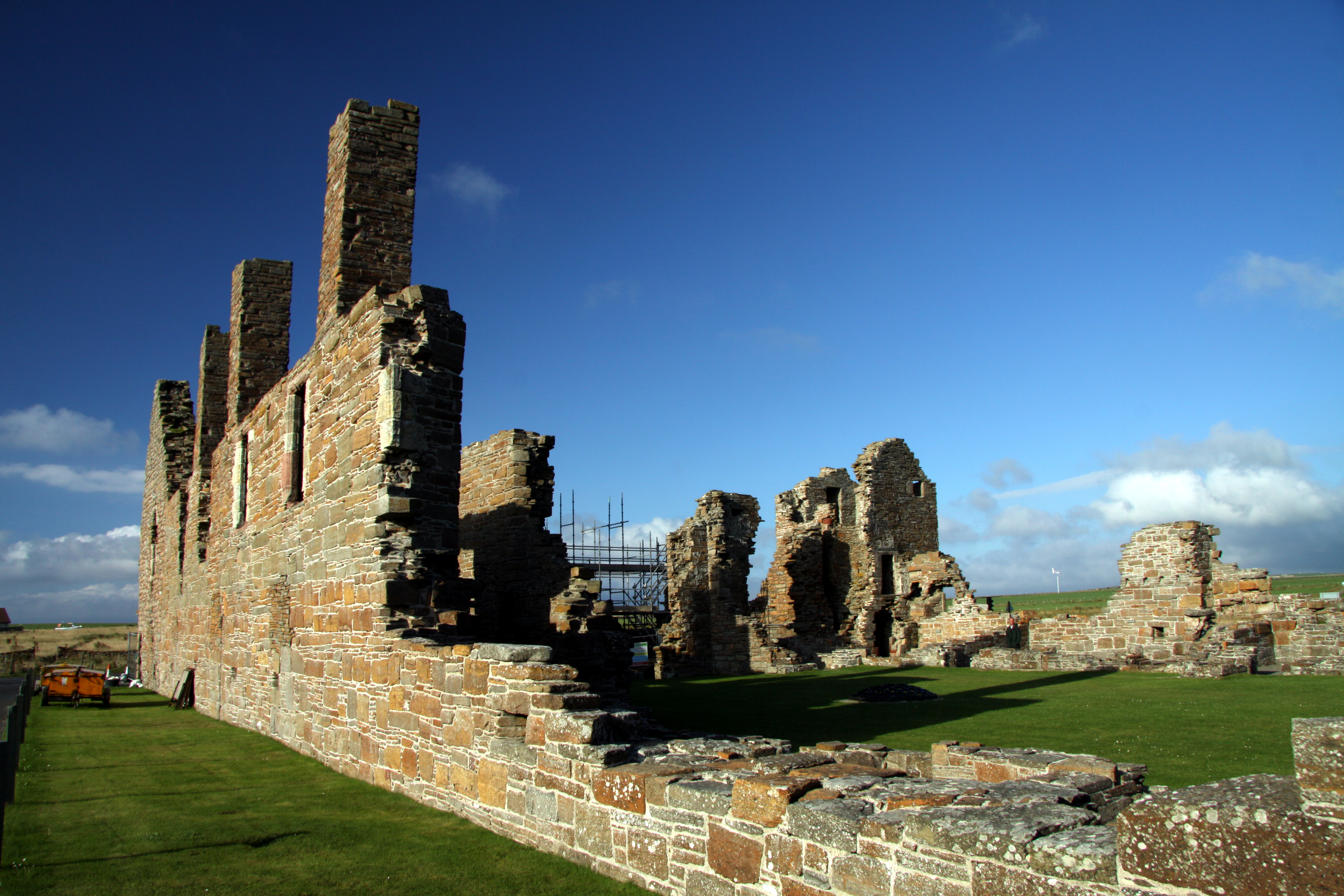
Palacio del Conde, Birsay.

## El castillo

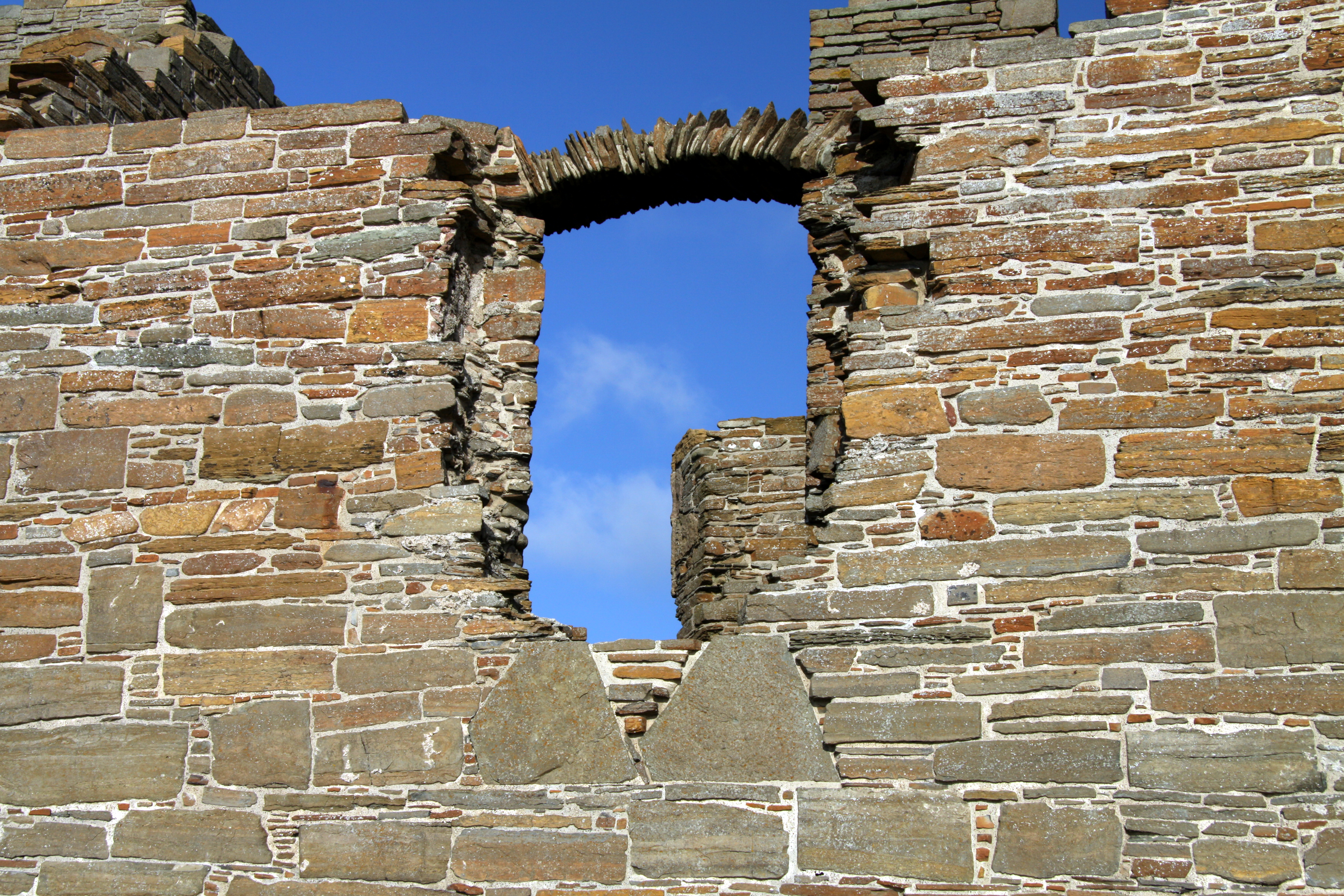
Detalle de la ventana

El palacio de dos pisos se construyó alrededor de un patio central y un pozo, con grandes torres de piedra en tres de las cuatro esquinas. Era tanto una fortaleza como una residencia. Sólo los pisos superiores del palacio tenían grandes ventanas; las plantas bajas accesibles estaban equipadas con pequeñas aberturas y una serie de agujeros para armas, desde los cuales los mosqueteros podían cubrir todos los lados del edificio.
Quedan pocos registros del palacio que den una clara impresión de su contenido y disposición. El reverendo John Brand publicó un libro sobre las Orcadas en 1701, e incluyó una descripción del palacio. Escribió:

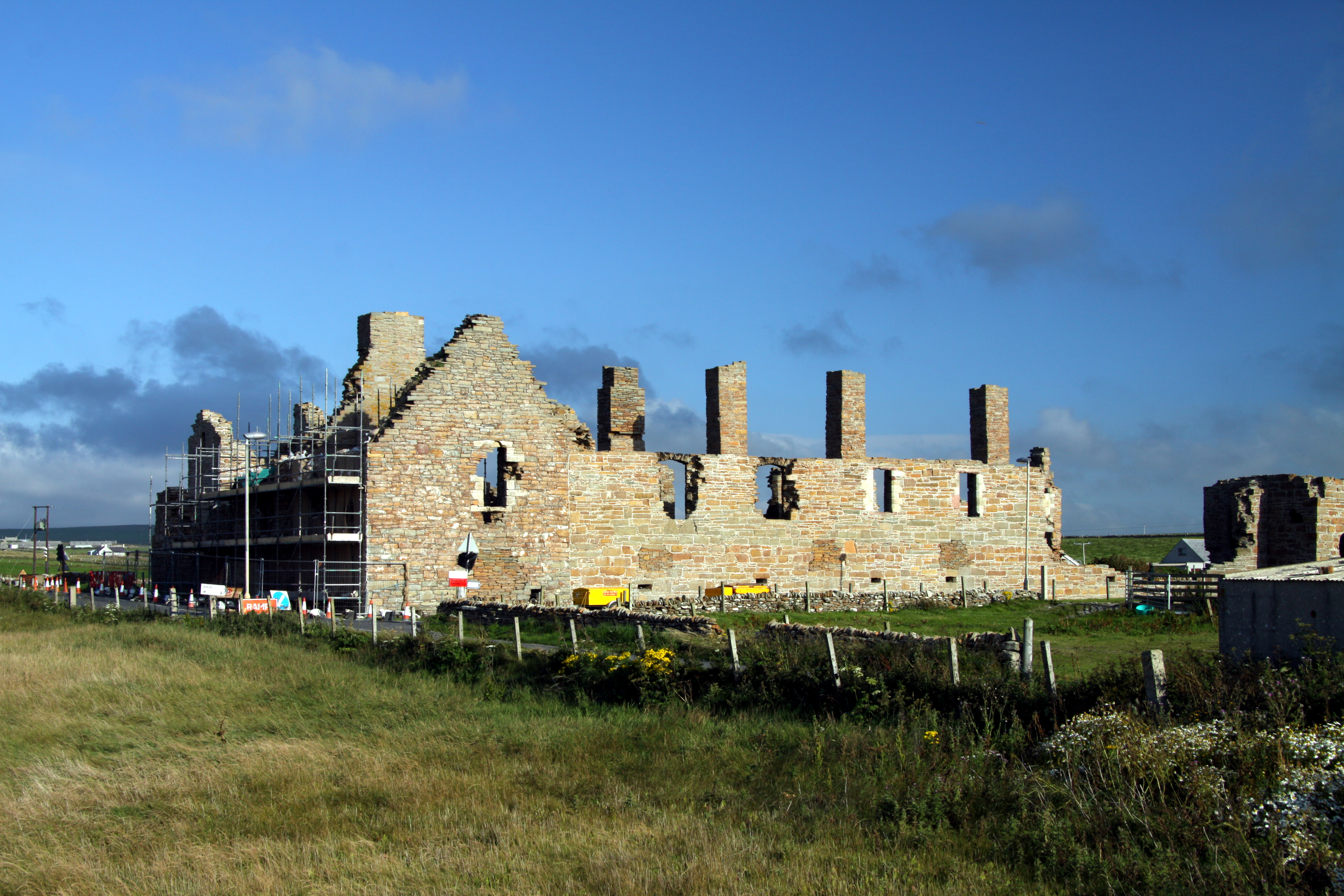
El Palacio durante la reconstrucción

[El piso superior] ha sido bellamente 
decorado, el techo está todo pintado,
 en su mayor parte con esquemas 
 que contienen historias de las escrituras,
 como la de Noé, el viaje de Cristo 
a Jerusalén, etc. Y la Escritura
 está colocada junto a las figuras.
 John Brand (1701)